# Smreczyński Staw
Der Smreczyński See (pl. Smreczyński Staw) in Polen ist ein Gletschersee im Tal Pyszniańska (pl. Dolina Pyszniańska) in der Westtatra. Er befindet sich in der Gemeinde Kościelisko und ist über einen ▬ schwarz markierten Wanderweg erreichbar. In der Nähe des Sees befindet sich die Ornak-Hütte. 

## Belege
- Zofia Radwańska-Paryska, Witold Henryk Paryski, Wielka encyklopedia tatrzańska, Poronin, Wyd. Górskie, 2004, ISBN 83-7104-009-1.
- Tatry Wysokie słowackie i polskie. Mapa turystyczna 1:25000, Warszawa, 2005/06, Polkart ISBN 83-87873-26-8.

## Panorama

Blick vom Aussichtspunkt am See